# Gvozdova, Florești
Gvozdova este un sat din cadrul comunei Gura Camencii din raionul Florești, Republica Moldova.
Este amplasat în valea râului Camenca. Cu timpul s-a alipit satului Gura Camencii.

## Demografie

### Structura etnică
Structura etnică a satului conform recensământului populației din 2004:
| Grup etnic         | Populație | % Procentaj |
| ------------------ | --------- | ----------- |
| Moldoveni / Români | 1.136     | 99,56%      |
| Ruși               | 3         | 0,26%       |
| Ucraineni          | 2         | 0,18%       |
| Total              | 1.141     | 100%        |